# Dipsastraea rosaria
Espèce
Dipsastraea rosaria est une espèce de coraux appartenant à la famille des Merulinidae.